# Nandaime
Nandaime é um município da Nicarágua, situado no departamento de Granada. Tem 372 km² de área e sua população em 2020 foi estimada em 41.637 habitantes.